# ولسوالی دولینه
دولینه یکی از شهرستان های استان غور افغانستان به مرکزیت شهر دولینه است. جمعیت آن در سال ٢۰٢۰ (میلادی) ۴۰٬٧٨٨ نفر اعلام شده‌است.
مردم : ساکنان این شهرستان را تاجیک ها تشمکیل می دهند. 